# 丰特奈莱卢韦
丰特奈莱卢韦（法語：Fontenai-les-Louvets，法語發音：[fɔ̃tnɛ le luvɛ] ⓘ）是法国奥恩省的一个旧市镇，属于阿朗松区。2019年，丰特奈莱卢韦与临近的3个市镇合并为新市镇洛雷代库沃。

## 地理
丰特奈莱卢韦（48°31'38"N, 0°0'7"W）面积18.77 平方千米，位于法国诺曼底大区奧恩省，该省份为法国西北部内陆省份，北起顺时针与卡爾瓦多斯省、厄尔省、厄尔-卢瓦省、萨尔特省、马耶讷省和芒什省接壤。
与丰特奈莱卢韦接壤的市镇（或旧市镇、城区）包括：勒布永、利韦、圣迪迪耶苏塞库沃、圣尼古拉德布瓦、唐维尔。
丰特奈莱卢韦的时区为UTC+01:00、UTC+02:00（夏令时）。

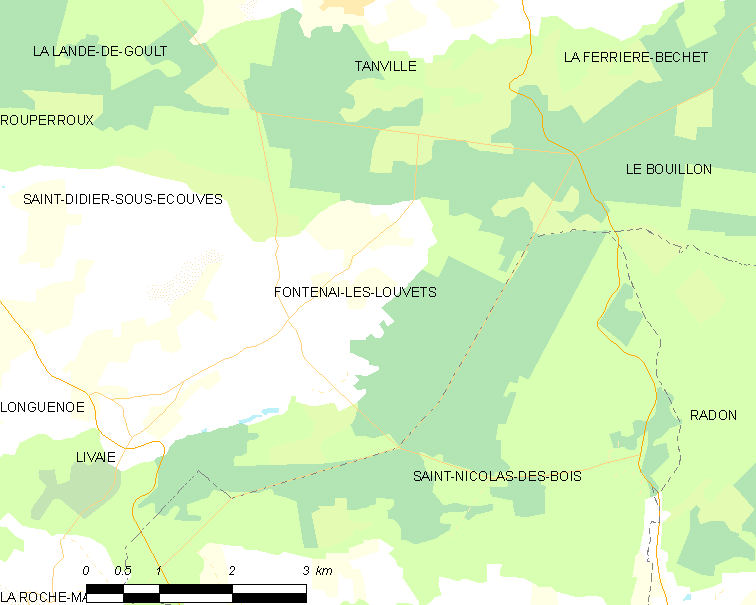
丰特奈莱卢韦的OSM定位图

## 行政
丰特奈莱卢韦的邮政编码为61420，INSEE市镇编码为61172。

## 政治
丰特奈莱卢韦所属的省级选区为马尼勒代塞尔县。

## 人口

1962-2008年间丰特奈莱卢韦人口变化图示

丰特奈莱卢韦于2018年1月1日时的人口数量为273人。